# Stridsropet
Stridsropet (eng. The War Cry) är Frälsningsarméns tidning som ges ut i flertalet länder som rörelsen arbetar i. Den svenska tidningen kommer ut med 5 nummer om året.

## Några redaktörer och medarbetare på Stridsropet
- Eva Gustin
- Lars Beijer
- Anders Östman t.o.m 30 juni 2009
- Karin Hartman
- Theodor Janson
- Thorsten Kjäll
- Eva Kleman
- Judit Kristina Ordell
- Erland Richter
- Eskil Roos
- Rolf Roos
- Bertil Thyrén
- Gustaf Wallteng